# Карболова печурка
Карболовата печурка (Agaricus xanthodermus) е вид отровна базидиева гъба от семейство Печуркови (Agaricaceae).

## Описание
Шапката достига до 15 cm в диаметър. Първоначално е полукълбовидна, а по-късно се разперва до почти плоска. На цвят е бяла или белезникава, в някои случаи сивкава, като при надраскване пожълтява. Кожицата е суха, понякога с копринен блясък. Пънчето е цилиндрично, с удебелена основа и кореноподобни мицелни шнурчета. На цвят е бяло или белезникаво, бързо пожълтяващо при надраскване. В горната си част има дебело двуслойно пръстенче. Месото е бяло или белезникаво, като при излагане на въздух пожълтява, особено в основата на пънчето. Има неприятна миризма на фенол. Гъбата е слабо отровна и при консумация най-често предизвиква стомашно-чревни разстройства и болки в корема.

## Местообитание
Среща се през юни – ноември върху почва по тревисти места като пасища, поляни, градини, паркове, а също и из храсталачни места и разредени гори.